# Skołyszyn (gmina)
Skołyszyn [skɔˈwɨʂɨn] est une commune rurale de la Voïvodie des Basses-Carpates et du powiat de Jasło. Elle s'étend sur 77,9 km2 et comptait 12 419 habitants en 2010.
Elle se situe à environ 10 kilomètres à l'ouest de Jasło et à 58 kilomètres au sud-ouest de Rzeszów, la capitale régionale.